# Exogonoides antennata
Exogonoides antennata är en ringmaskart som beskrevs av Francis Day 1963. Exogonoides antennata ingår i släktet Exogonoides och familjen Syllidae. Inga underarter finns listade i Catalogue of Life.